# كريستيان كاريون
كريستيان كاريون (بالفرنسية: Christian Carion)‏ (و. 1963  م) هو مخرج أفلام، وكاتب سيناريو، ومنتج أفلام فرنسي، ولد في كامبريه.

## جوائز
حصل على جوائز منها:
- نيشان الاستحقاق الوطني من رتبة ضابط (15 مايو 2015)[6]
- وسام جوقة الشرف من رتبة فارس (13 يوليو 2011)[7]
- فارس وسام الاستحقاق الوطني (19 مارس 2007)[8][9]

## وصلات خارجية
- كريستيان كاريون على موقع IMDb (الإنجليزية)
- كريستيان كاريون على موقع ألو سيني (الفرنسية)
- كريستيان كاريون على موقع أول موفي (الإنجليزية)
- كريستيان كاريون على موقع قاعدة بيانات الأفلام السويدية (السويدية)
- كريستيان كاريون على موقع قاعدة بيانات الفيلم (الإنجليزية)
- كريستيان كاريون على موقع كينوبويسك (الروسية)